# 市镇 (荷兰)
市镇（荷蘭語：gemeente）是荷兰的第二级行政区划单位，也是排在荷蘭國家政府和省政府之后的荷兰第三级以及最低级的管理层级。自2022年3月24日起，荷兰有344个市镇，另外於荷蘭加勒比區尚有3個「特別市」（正式名稱為公共實體）。当前存在大市镇合并较小市镇的趋势。2012年，新政府甚至定下了在未来仅保留拥有至少10万居民的市镇的目标。至2021年1月，荷蘭面積最小的市鎮是韦斯特福特，面積為7.03 km2（2.71 sq mi），最大的西南菲士蘭面積為523.01 km2（201.94 sq mi）。斯希蒙尼克奥赫則是人口最少和密度最低的市鎮，人口數947；人口密度為23/km2（60/sq mi），也是目前荷蘭唯一人口低於千人的市鎮。阿姆斯特丹擁有872,757位居民，居人口數之冠，而海牙則是人口最稠密的市鎮，其人口密度為6,620/km2（17,100/sq mi）。

## 市镇的地位
市镇是荷蘭的第二級行政區劃，也是荷蘭的第三層公共行政單位，次於中央政府和省分。荷蘭是地方分權的單一制國家，中央政府擁有所有政治權力，並依法將職權下放給下級政府。各級政府經由制定工作協議，給予市镇一定程度的自治權。市镇是最貼近人民的政府層級，所負責的公共服務業務十分廣泛，包括土地使用規劃、公營住宅、地區道路的管理與維護、廢棄物管理以及社會保障。2010年荷屬安的列斯解體後，形成了三個特別市（正式名稱為公共實體），合稱荷蘭加勒比區，並不隸屬於任何省分。
市镇是由市長與市政委員所組成的執行委員會（college van burgemeester en wethouders，簡稱college van B&W或B&W），以及市議會（Gemeenteraad，簡稱GR）共同治理。特別市的市議會則被稱為島議會（eilandsraad）。市議會每四年選舉一次，市議會的成員數依所屬市的規模不等，少至九名，多至四十五名成員。市議會是市的最高行政機構，負責領導公共政策的走向。執行委員會由市長（burgemeester）和數名市政委員（wethouder）組成，握有市镇的執行權，負責執行政策的立法。市長六年一任，由中央政府指派，而市政委員則是由市議會選舉出來。市長除了負責維護市的公共秩序，在緊急危難時負有指揮權之外，其餘的治理任務可自由分配給市長和市政委員，因此具體的工作分配也因市而異。
荷蘭在地籍建立後，1832年第一次畫出正式的市镇邊界。1851年荷蘭首相托爾貝克編訂《市镇法》，許多規模較小的市镇被迫併入鄰近規模較大的市镇，或數個小市镇合併為一個新的市镇。市镇的合併又以單一省分內的多個市一次性合併為主，因此市政邊界重繪主要落在這些區域裡。市镇的數量由1850年的1209個，到了2000年銳減為537個；截至2021年，荷蘭共有352個市镇。最初市镇的合併皆是由中央政府推動，直到二十世紀晚期隨著政策轉變，地方的支持成為合併推動的重要動力，而主因是一般認為合併後市镇的治理能更有效率。
根據舊版《市镇法》，市镇擁有組織並下放職權給次級政府的自治權，但為了簡化政府的科層，這項權力在2013年的《市政法》修正案生效後被終止。只有阿姆斯特丹（轄下的行政區稱為 stadsdeel）和鹿特丹（轄下的行政區稱為 deelgemeente）仍被正式劃分為數個「行政區」（stadsdeel）。部分人口較多的市鎮如：海牙、阿尔梅勒、布雷达、埃因霍温、恩斯赫德、格羅寧根、奈梅亨和乌得勒支也下轄有「行政區」，但是不具有法定次級市政機構的地位。為了方便市政和荷蘭中央統計局數據收集，所有市镇都再被劃分為「社區」（wijk）和「鄰里」（buurt），但社區和鄰里都不具有正式地位。截至2017年，整個荷蘭被劃分為3,070個社區以及13,208個鄰里。

## 市政府
下图中展示了市镇的结构关系。 

## 市镇记录

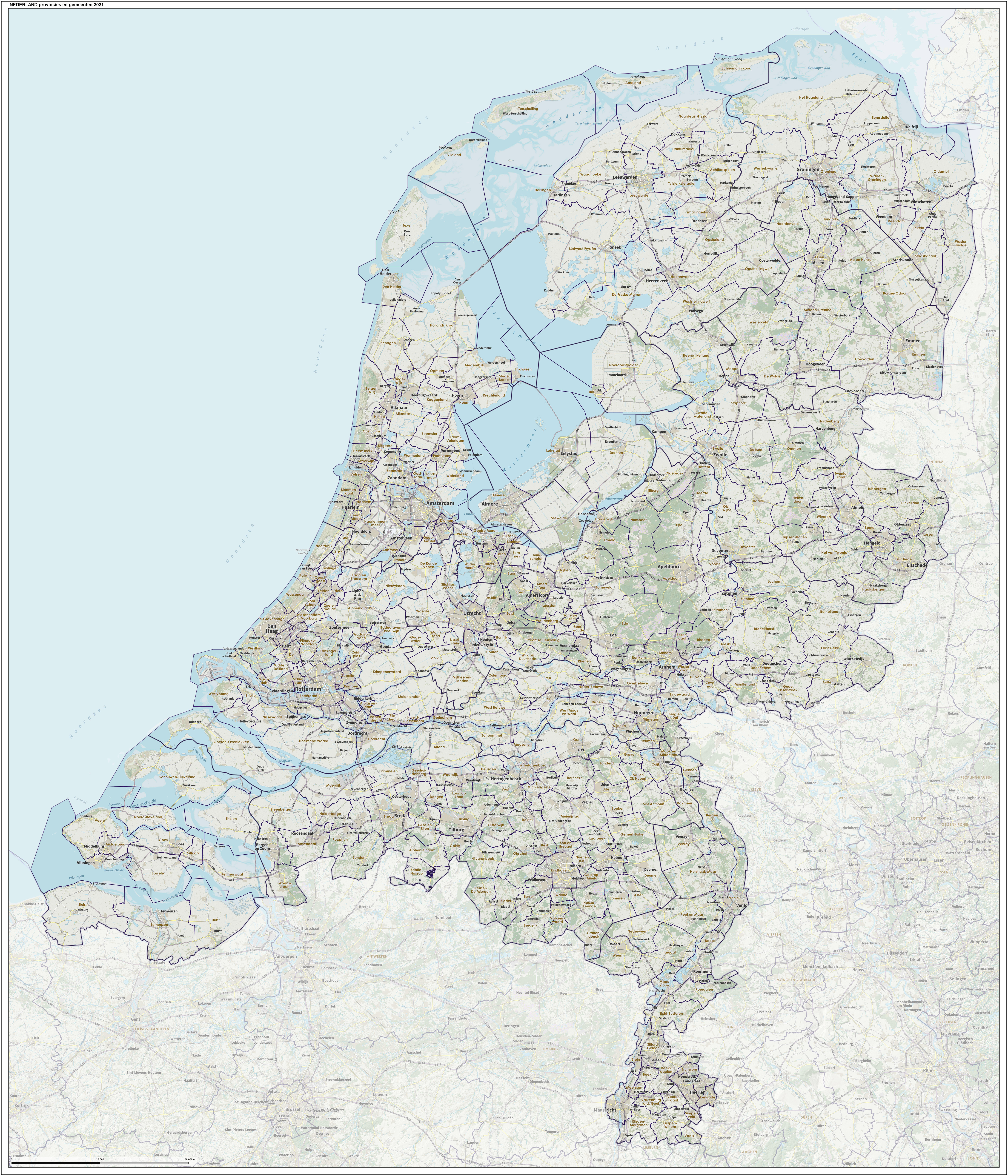
荷蘭的市界地圖（2021年1月市合併後）

- 面積最大的市镇： 西南菲士蘭 （土地和水面，841.56平方公里）、诺德奥斯特波尔德 （土地面积，460.31平方公里）
- 人口最多的市镇： 阿姆斯特丹
- 面積最小的市镇：韦斯特福特
- 人口最少的市镇：斯希蒙尼克奥赫
- 有史以来人口最少的市镇： Tempel（1855年加入Berkel en Rodenrijs）和De Vennip （1855年加入希勒霍姆），0名居民
- 人口密度最高的市镇： 海牙 （6291居民/平方公里）
- 人口密度最低的市镇： 斯希蒙尼克奥赫 （21居民/平方公里）